# Doula (película)
Doula es una película estadounidense de comedia de 2022, dirigida por Cheryl Nichols, escrita por Will Janowitz y Arron Shiver, musicalizada por Stefan Skarbek, en la fotografía estuvo Drew Bienemann y los protagonistas son Troian Bellisario, Arron Shiver y Will Greenberg, entre otros. El filme fue realizado por Barry Linen Motion Pictures y Vacation Theory; se estrenó el 28 de junio de 2022.

## Sinopsis
Luego del fallecimiento súbito de su partera, una pareja de Los Ángeles hace un acuerdo con su hijo para que sea su doula.